# Kōan (imperatore del Giappone)
Kōan (孝安天皇, Kōan Tennō; fl. IV-III secolo a.C.) è stato il 6º imperatore del Giappone.
Elencato nella lista tradizionale degli imperatori del Giappone, non gli è assegnata alcuna data certa e viene considerato dagli storici come un "imperatore leggendario".
Nei testi storici del Kojiki e del Nihonshoki compare solo il suo nome e la sua genealogia. I giapponesi accettano tradizionalmente la sua esistenza storica, e una tomba è a lui attribuita, nessuno studio contemporaneo tuttavia supporta l'ipotesi che sia realmente esistito.